# 1. ceremonia wręczenia nagród Stowarzyszenia Nowojorskich Krytyków Filmowych
1. ceremonia wręczenia nagród Stowarzyszenia Nowojorskich Krytyków Filmowych – odbyła się 2 marca 1936. Podczas gali wręczono nagrody w czterech kategoriach – dla najlepszego filmu, reżysera, aktora i aktorki – za rok 1935.

## Laureaci i nominowani
Opracowano na podstawie materiału źródłowego:

### Najlepszy film
- Potępieniec

### Najlepszy reżyser
- John Ford – Potępieniec
- Alfred Hitchcock – Człowiek, który wiedział za dużo i 39 kroków

### Najlepszy aktor
- Charles Laughton – Bunt na Bounty i Arcylokaj
- Victor McLaglen – Potępieniec

### Najlepsza aktorka
- Greta Garbo – Anna Karenina
- Katharine Hepburn – Mam 19 lat